# Nada Gačešić-Livaković
Nada Gačešić Livaković (Požega, 8. listopada 1951.) je hrvatska kazališna, televizijska i filmska glumica.

## Životopis
Rođena je u Požegi, a diplomirala je na Akademiji dramskih umjetnosti u Zagrebu. Igrala je u mnogim hrvatskim kazališnim predstavama, dramskim serijama i filmovima, od kojih je najzapaženija bila u seriji "Kapelski kresovi" za što je primila i nekoliko nagrada. U novije vrijeme igrala je u hrvatskim sapunicama "Villa Maria" i "Ljubav u zaleđu", a uloge ju često prikazuju kao ženu patnicu koja ima velike životne tajne. U seriji "Luda kuća" pojavljuje se u komičnoj ulozi susjede Božene. Glumila je u 15-ak serija i u više od 30 filmova. 
Članica je Hrvatskog društva filmskih djelatnika, Hrvatskog društva dramskih umjetnika, Hrvatske zajednice samostalnih umjetnika, te Vijeća HRT-a. Za osobite zasluge i rad u kulturnom području Hrvatske, nositeljica je Reda Danice Republike Hrvatske s likom Marka Marulića.

## Filmografija

### Televizijske uloge
- "Kapelski kresovi" kao Ina (1974.)
- "U registraturi" (1974.)
- "Svjetionik" (1979.)
- "Nepokoreni grad" (1982.)
- "Lažeš, Melita" kao profesorica matematike (1984.)
- "Smogovci" kao Lorina mama (1986.)
- "Đuka Begović" kao Jela (1991.)
- "Naša kućica, naša slobodica" (1999.)
- "Novo doba" kao Milka Čular (2002.)
- "Villa Maria" kao Dunja Pongrac/Katarina Bilobrk/(2004. – 2005.)
- "Bitange i princeze" kao gospođa Grobnik (2005.)
- "Ljubav u zaleđu" kao Marija Marušić (2005. – 2006.)
- "Luda kuća" kao Božena Mužić-Voloder (2005. – 2010.)
- "Loza" kao Jadranka(2011. – 2012.)
- "Počivali u miru" kao zatvorska čuvarica Josipa Knežević (2013.)
- "Tajne" kao Ankica Đurinec (2013. – 2014.)
- "Kud puklo da puklo" kao Biserka Baburić (2014. – 2015.)
- "Nemoj nikome reći" kao Inga (2015.)
- "Novine" kao Jagoda Mitrović (2016.)
- "Rat prije rata" kao Ankica Tuđman (2018.)
- "San snova" kao Lada Paladin (2023.)
- "Sjene prošlosti" kao profesorica Sanja Bužan (2024.)

### Filmske uloge
- "Bravo maestro" (1978.)
- "Oko" kao Marica (1978.)
- "Pakleni otok" (1979.)
- "Čovjek koga treba ubiti" kao epileptičarka (1979.)
- "Visoki napon" kao spikerica na tvorničkom razglasu (1981.)
- "Nemir" (1982.)
- "Obećana zemlja" (1986.)
- "Žanirci dolaze" (1988.)
- "Najbolji" kao Fatima (1989.)
- "Priča iz Hrvatske" (1991.)
- "Virdžina" (1991.)
- "Čaruga" kao sluškinja (1991.)
- "Papa mora umrijeti" kao novinarka (1991.)
- "Đuka Begović" kao Jela (1991.)
- "Vrijeme za ..." kao Marija (1993.)
- "Nausikaja" kao Marija Šlajner (1994.)
- "Božić u Beču" kao blagajnica (1997.)
- "Transatlantic" (1998.)
- "Policijske priče" (2001.)
- "Kraljica noći" kao prodavačica Rezika (2001.)
- "Serafin, svjetioničarev sin" kao Serafinova majka (2002.)
- "Konjanik" kao prosjakinja (2003.)
- "Infekcija" kao šminkerica (2003.)
- "Ispod crte" kao Zora (2003.)
- "Radio i ja" (2004.)
- "100 minuta Slave" kao Olga Raškaj (2004.)
- "Slučajna suputnica" (2004.)
- "Pušća Bistra" kao baka (2005.)
- "Dva igrača s klupe" kao Antina mama (2005.)
- "Što je muškarac bez brkova" kao Ruža (2005.)
- "Duh u močvari" kao Liptusova majka (2006.)
- "Libertas" kao koludrica (2006.)
- "Crveno i crno" kao Liščeva žena (2006.)
- "Zagorka" kao dadilja Marta (2007.)
- "Kradljivac uspomena" (2007.)
- "Kino Lika" kao strina (2008.)

## Vanjske poveznice
- Nada Gačešić-Livaković u internetskoj bazi filmova IMDb-u (engl.)